# Efecto fantasma
El efecto fantasma es un error gráfico que se da en las pantallas Thin-Film Transistor (TFT) con un tiempo de respuesta largo.
El tiempo de respuesta de una pantalla TFT es el tiempo que tarda un píxel en ir de negro (activo) a blanco (inactivo). A menos tiempo de respuesta, menos grises (transiciones), serán perceptibles por el ojo humano.
Cuando se representa una imagen con objetos en movimiento en una pantalla con tiempo de respuesta superior a 12,5 ms (aproximadamente, pues puede variar con cada fabricante según la calidad de los materiales utilizados), puede ocurrir que los píxeles que se encuentran alrededor del objeto que está moviéndose tarden en cambiar de luminosidad lo suficiente para que se cree una sensación de "estela" al ojo humano.
En las pantallas de tubo de rayos catódicos (CRT) no se da este efecto porque aunque su tiempo de respuesta pueda ser incluso mayor, toda la imagen se actualiza cada vez que el flujo de electrones llega a la pantalla; ocurre lo mismo con las pantallas de plasma.
Dependiendo del tipo de datos que se estén visualizando, de la velocidad del movimiento, y de la velocidad a la que se esté refrescando la pantalla (que es baja en todos los TFT), este efecto se hará más o menos notorio; sin embargo, recientemente se han ido introduciendo tecnologías de "compensación del tiempo de respuesta" o RTC (Response Time Compensation), que intentan paliar (y en algunos casos hasta hacer desaparecer) este efecto.
Cuando este efecto ocurre muy notablemente, se pueden cansar mucho los ojos humanos, e incluso la persona puede llegar a marearse.
No se debe confundir este efecto con el "lag de entrada" que tienen algunos monitores LCD, consistente en un lag o retraso entre la señal que entra en el monitor y la señal que muestra el monitor.
¿Pixel quemado en los móviles?
Es aquel efecto que simula una sombra en la pantalla de los dispositivos móviles, es un problema muy común en los móviles con la tecnología de pantalla OLED es un defecto de fabricación que sufren muchos dispositivos hoy en día, mayormente en los Xiaomi, Alcatel , Samsung Galaxy, Huawei y otros, este efecto fantasma es algo que muchas compañías han tratado de mejorar cada vez con la producción de nuevas pantallas pero todavía no se ha eliminado del todo.
¿En qué afecta esto al funcionamiento del dispositivo?
Esto no afecta en nada al funcionamiento del dispositivo, ya que es un efecto fantasma y no un problema técnico, es algo que sufren todos los dispositivos de pantalla OLED AMOLED y en pocos caso LED o más conocido como fabricación gama baja.
¿Qué dispositivos sufren de este efecto fantasma?
Hay una gran cantidad de dispositivos que sufren de este efecto, es decir casi todos los dispositivos sufren de este efecto, solo es raro verlo en las pantallas del iPhone y ya hay comentarios de distintos usuarios que también en iPhone sufre de este efecto.
¿Cómo se soluciona esto?
Esto es un defecto de fabricación, es decir, no se aconseja buscar ninguna vía de solución porque al final es algo que las grandes compañías no han podido solucionar, con eso es decir que tampoco nadie lo hará en su casa.
La única solución de este defecto de fabricación es el cambio de pantalla, pero no es aconsejable porque al final volverá a tener este efecto en la pantalla que le pongas al dispositivo, es decir, es algo que hay que vivir con eso hasta que los grandes magnates de la fabricación de las pantallas creen la pantalla con la tecnología que no sufra de este efecto.